# خانه ادهمی
خانه ادهمی مربوط به اواخر دوره قاجار - اوایل دوره پهلوی است و در بیرجند، نزدیک میدان، معروف چهاردرخت واقع شده و این اثر در تاریخ ۱۱ دی ۱۳۸۰ با شمارهٔ ثبت ۴۶۶۰ به‌عنوان یکی از آثار ملی ایران به ثبت رسیده است.